# Nekrolog 1637
Nekrolog
◄◄
| ◄
| 1633
| 1634
| 1635
| 1636
| 1637 | 1638 | 1639 | 1640 | 1641 | ► | ►►
Weitere Ereignisse | Allgemeiner Nekrolog 1637
Die Beschreibung der verstorbenen Person sollte so kurz wie möglich gehalten sein und nur deren signifikante Tätigkeit(en) enthalten.
Neue Namen ggf. auch unter dem Geburts- und Sterbedatum, also etwa unter 1. Januar und im Geburts- und Sterbejahr (2024) eintragen (nur bei entsprechender großer Wichtigkeit). Für Beispiele siehe die schon vorhandenen Artikel.
Außerdem über die fünf zuletzt Verstorbenen, zu denen es einen ausreichend guten Artikel für eine Präsentation auf der Hauptseite gibt, nach der todesbedingten Überarbeitung der Artikel ggf. auch unter Wikipedia Diskussion:Hauptseite informieren und sie am besten auch in den anderen Wikipedia-Sprachversionen eintragen. Tipp: Regelmäßig bei news.google.de nach „ist tot“, „gestorben“ oder „verstorben“ suchen.
Wenn eine Person gestorben ist, gibt es viele Seiten zu dieser Person in der Wikipedia, die davon auch betroffen sind und entsprechend aktualisiert werden müssen. Beispiele: Namenübersichtsseite, Geburtsjahr, Geburtsort-Seiten und viele mehr.
Wie finde ich die betroffenen Seiten?
Im Suchfeld auf der linken Seite gibt man den Suchbegriff so ein: „Vorname Nachname“. Dann klickt man auf Volltext und alle Seiten mit entsprechendem Suchtext werden aufgerufen. Hier sieht man dann schnell, wo auch das Todesjahr Sinn macht oder sogar ein Teil des Artikels angepasst werden muss. Auch hilft das „Werkzeug“ auf der linken Seite sehr gut, um solche Seiten aufzufinden: „Links auf diese Seite“. Somit ist die Wikipedia wieder aktuell in allen Bereichen! Hinweis: bei Eintragung der Kategorie „Gestorben JAHR“ wird der Missbrauchsfilter 49 ausgelöst, was jedoch nicht schlimm ist. Siehe: Spezial:Missbrauchsfilter/49
Dies ist eine Liste von im Jahr 1637 verstorbenen bekannten Persönlichkeiten. Die Einträge erfolgen innerhalb der einzelnen Daten alphabetisch sortiert. Tiere sind im Nekrolog für Tiere zu finden.

## Januar
| Tag       | Name                       | Beruf, bekannt als                          | Alter | Beleg |
| --------- | -------------------------- | ------------------------------------------- | ----- | ----- |
| 7. Januar | Franz Prünsterer           | Kaufmann und Ratsherr der Hansestadt Lübeck | 66    |       |
| 8. Januar | Bartholomäus von Dobschütz | schlesischer Landeshauptmann von Namslau    | 68    |       |

## Februar
| Tag         | Name                      | Beruf, bekannt als                                   | Alter | Beleg |
| ----------- | ------------------------- | ---------------------------------------------------- | ----- | ----- |
| 2. Februar  | Adolf von Asbeck          | Domherr in Münster                                   |       |       |
| 3. Februar  | Johannes Guler von Wyneck | Chronist, Offizier und Landammann von Davos          | 74    |       |
| 3. Februar  | Gervase Markham           | englischer Schriftsteller                            |       |       |
| 15. Februar | Stefano Bernardi          | italienischer Komponist und Kapellmeister            |       |       |
| 15. Februar | Ferdinand II.             | Kaiser des Heiligen Römischen Reiches                | 58    |       |
| 16. Februar | Henry Gellibrand          | englischer Astronom                                  | 39    |       |
| 20. Februar | Dothias Wiarda            | ostfriesischer Kanzler                               |       |       |
| 24. Februar | Dominicus Arumaeus        | deutscher Rechtsgelehrter und früher Reichspublizist |       |       |
| 27. Februar | Hon’ami Kōetsu            | japanischer Kalligraph und Töpfer                    |       |       |
| 28. Februar | Otto Tanck                | Stadtsyndicus und Dompropst in Lübeck                | 50    |       |

## März
| Tag      | Name                        | Beruf, bekannt als                                       | Alter | Beleg |
| -------- | --------------------------- | -------------------------------------------------------- | ----- | ----- |
| 6. März  | Crispin de Passe der Ältere | flämischer Zeichner, Kupferstecher, Drucker und Verleger |       |       |
| 10. März | Bogislaw XIV.               | Herzog von Pommern                                       | 56    |       |
| 12. März | Anders Christensen Arrebo   | dänischer Geistlicher und Schriftsteller                 | 49    |       |
| 12. März | Cornelius a Lapide          | Jesuit und Professor für Exegese                         | 69    |       |
| 12. März | Johann Seger                | Rektor der Stadtschule in Wittenberg                     |       |       |
| 19. März | Péter Pázmány               | ungarischer Philosoph und Theologe                       | 66    |       |
| 24. März | Camillo Baldi               | italienischer Philosoph und Arzt                         |       |       |
| 30. März | Requinus Runde              | Priester, Abt des Klosters Marienfeld                    |       |       |

## April
| Tag       | Name                      | Beruf, bekannt als                                                           | Alter | Beleg |
| --------- | ------------------------- | ---------------------------------------------------------------------------- | ----- | ----- |
| 8. April  | Giovanni Battista Colonna | italienischer Geistlicher und Lateinischer (Titular-)Patriarch von Jerusalem |       |       |
| 10. April | Jakob Müller              | deutscher Humanmediziner und Mathematiker; Professor in Gießen und Marburg   | 43    |       |
| 12. April | Christoph Hartmann        | Benediktinerpater und Bibliothekar                                           |       |       |
| 16. April | Johannes V. Dressel       | deutscher Zisterzienserabt                                                   |       |       |

## Mai
| Tag     | Name                                    | Beruf, bekannt als                             | Alter | Beleg |
| ------- | --------------------------------------- | ---------------------------------------------- | ----- | ----- |
| 1. Mai  | Antonio Pérez                           | spanischer Benediktiner, Theologe und Bischof  | 77    |       |
| 10. Mai | Suzanna van Baerle                      | niederländische Dichtermuse                    |       |       |
| 12. Mai | Sara Cranen                             | niederländische Seidenhändlerin                |       |       |
| 19. Mai | Isaac Beeckman                          | niederländischer Philosoph und Wissenschaftler | 48    |       |
| 24. Mai | Johann Füchting                         | Lübecker Kaufmann, Ratsherr und Mäzen          | 65    |       |
| 26. Mai | Friedrich Wilhelm Vitzthum von Eckstedt | General der Kavallerie                         | 58    |       |
| 28. Mai | Anton Matthäus I.                       | deutscher Rechtswissenschaftler                | 72    |       |
| 29. Mai | Jiří Třanovský                          | tschechischer Hymnendichter und Komponist      | 45    |       |
| 31. Mai | Jodok Hösli                             | Schweizer Abt                                  |       |       |

## Juni
| Tag      | Name             | Beruf, bekannt als                                                                     | Alter | Beleg |
| -------- | ---------------- | -------------------------------------------------------------------------------------- | ----- | ----- |
| 10. Juni | David Faber      | deutscher Mediziner und kursächsischer Leibarzt                                        |       |       |
| 14. Juni | Balthasar Hahn   | deutscher Mediziner und kursächsischer Leibarzt                                        |       |       |
| 26. Juni | Friedrich Ortlep | deutscher Jurist, braunschweig-wolfenbüttelscher Gerichtssekretär, Notar und Buchautor |       |       |

## Juli
| Tag      | Name                               | Beruf, bekannt als                               | Alter | Beleg |
| -------- | ---------------------------------- | ------------------------------------------------ | ----- | ----- |
| 1. Juli  | Christoph von Dohna                | deutscher Politiker und Gelehrter                | 54    |       |
| 10. Juli | Heinrich Grimm                     | deutscher Musikwissenschaftler und Komponist     |       |       |
| 11. Juli | Johann Georg Pelshofer             | deutscher Mediziner                              |       |       |
| 15. Juli | Mauritius Burchard                 | deutscher lutherischer Theologe und Geistlicher  | 51    |       |
| 21. Juli | Daniel Sennert                     | deutscher Arzt und Chemiker                      | 64    |       |
| 24. Juli | Volkmar Wolf von Putbus            | Generalstatthalter des Herzogtums Pommern        | 54    |       |
| 26. Juli | Alexander Christiani               | deutscher lutherischer Theologe und Mathematiker | 50    |       |
| 26. Juli | Hans Rudolph von Gemmingen         | Landkomtur des Deutschen Ordens in Österreich    |       |       |
| 26. Juli | Philippe Habert                    | französischer Schriftsteller                     |       |       |
| 28. Juli | Johann Christoph von Westerstetten | Fürstbischof von Eichstätt                       | 74    |       |

## August
| Tag        | Name                                  | Beruf, bekannt als                                                                               | Alter | Beleg |
| ---------- | ------------------------------------- | ------------------------------------------------------------------------------------------------ | ----- | ----- |
| 6. August  | Ben Jonson                            | englischer Bühnenautor und Dichter                                                               |       |       |
| 10. August | Christoph Schäffer                    | österreichischer Zisterzienser und Abt                                                           |       |       |
| 11. August | Albrecht Manuel                       | Schweizer Schultheiss von Bern                                                                   | 76    |       |
| 14. August | Nikolaus Elerdt                       | deutscher lutherischer Theologe und Liederdichter                                                | 50    |       |
| 14. August | Joachim Meichel                       | lateinischer und deutscher Lyriker und Übersetzer der Barockzeit                                 |       |       |
| 17. August | Johann Gerhard                        | deutscher Theologe und Vertreter der lutherischen Orthodoxie                                     | 54    |       |
| 19. August | Reiner von Landau                     | Abt des Stifts Melk                                                                              |       |       |
| 20. August | Anton Varus                           | deutscher Logiker und Mediziner                                                                  | 79    |       |
| 21. August | Johann Ernst Plateis von Plattenstein | Bischof von Olmütz                                                                               |       |       |
| 29. August | Johann Degen                          | deutscher katholischer Priester, Organist und Komponist                                          |       |       |
| 30. August | Laudivio Zacchia                      | italienischer Kardinal der Römischen Kirche                                                      |       |       |
| August     | Reinhard Wolf                         | deutscher Pfarrer, reformierter Theologe, fürstlicher Hofprediger, Schriftsteller und Übersetzer |       |       |

## September
| Tag           | Name                   | Beruf, bekannt als                               | Alter | Beleg |
| ------------- | ---------------------- | ------------------------------------------------ | ----- | ----- |
| 4. September  | Erasmus Schmidt        | deutscher Philologe und Mathematiker             | 67    |       |
| 8. September  | Robert Fludd           | englischer Philosoph und Theosoph                |       |       |
| 11. September | Johann Bogermann       | reformierter Theologe                            |       |       |
| 14. September | Theodoor Rombouts      | flämischer Maler                                 | 40    |       |
| 14. September | Pierre Vernier         | Mathematiker                                     | 57    |       |
| 15. September | Jakob Schickfuß        | deutscher Jurist, Historiker und Schulmann       | 63    |       |
| 15. September | Jeremias Spiegel       | deutscher lutherischer Theologe und Rhetoriker   | 48    |       |
| 19. September | Lorenzo Magalotti      | italienischer Kardinalstaatssekretär             |       |       |
| 20. September | Ehrengard von Isenburg | Tochter Grafen Philipp II. von Isenburg-Büdingen | 59    |       |
| 21. September | Wilhelm V.             | Landgraf von Hessen-Kassel (1627–1637)           | 35    |       |
| 22. September | Carlo I. Gonzaga       | Herzog von Nevers, Rethel, Mantua und Montferrat | 57    |       |
| 26. September | Willem de Zoete        | niederländischer Admiral                         |       |       |
| 29. September | Laurentius Ruiz        | philippinischer Heiliger                         |       |       |

## Oktober
| Tag         | Name                              | Beruf, bekannt als                                           | Alter | Beleg |
| ----------- | --------------------------------- | ------------------------------------------------------------ | ----- | ----- |
| 2. Oktober  | Angelo Sala                       | Arzt und Wissenschaftler                                     |       |       |
| 3. Oktober  | Pierre Mousson                    | französischer Jesuit, Rhetorikprofessor und Tragödiendichter |       |       |
| 5. Oktober  | Daniel Cramer                     | deutscher lutherischer Theologe; Chronist und Autor          | 69    |       |
| 7. Oktober  | Viktor Amadeus I.                 | Herzog von Savoyen, König von Zypern und Jerusalem           | 50    |       |
| 9. Oktober  | Friedrich von Schilling           | deutscher Gelehrter                                          |       |       |
| 16. Oktober | Johann Rudolf Stadler             | Schweizer Uhrmacher                                          |       |       |
| 16. Oktober | Marco Tintoretto                  | venezianischer Maler                                         |       |       |
| 17. Oktober | Erasmus Sartorius                 | deutscher Komponist, Musikschriftsteller und Poet            |       |       |
| 18. Oktober | Peter Heinrich von Stralendorf    | Reichsvizekanzler                                            |       |       |
| 21. Oktober | Laurens Reael                     | niederländischer Admiral                                     | 53    |       |
| 27. Oktober | Ludwig Heidenreich von Callenberg | deutscher Hofbeamter und Offizier                            |       |       |
| 28. Oktober | Foppe van Aitzema                 | Jurist und Politiker                                         |       |       |
| 28. Oktober | Michael Virdung                   | neulateinischer Dichter und Gelehrter                        | 62    |       |

## November
| Tag          | Name                | Beruf, bekannt als                                                            | Alter | Beleg |
| ------------ | ------------------- | ----------------------------------------------------------------------------- | ----- | ----- |
| 3. November  | Bartholomäus Battus | deutscher evangelischer Theologe                                              | 66    |       |
| 5. November  | Basilius Alting     | deutscher Apotheker                                                           | 64    |       |
| 14. November | Paul Friedeborn     | Stettiner Bürgermeister und Lokalhistoriker                                   | 65    |       |
| 26. November | Humilis Pirozzo     | italienischer Franziskaner und Mystiker                                       | 55    |       |
| 26. November | Andries de Witt     | niederländischer Politiker; amtierender Landesadvokat von Holland (1619–1621) | 64    |       |

## Dezember
| Tag          | Name                             | Beruf, bekannt als                    | Alter | Beleg |
| ------------ | -------------------------------- | ------------------------------------- | ----- | ----- |
| 4. Dezember  | Hartger Henot                    | deutscher Geistlicher, Kölner Domherr | 66    |       |
| 10. Dezember | Georg Pasor                      | deutscher Theologe                    | 67    |       |
| 27. Dezember | Vincenzo Giustiniani der Jüngere | römischer Kunstsammler                | 73    |       |
| 31. Dezember | Christian                        | Graf von Waldeck-Wildungen            | 52    |       |

## Datum unbekannt
| Tag | Name                            | Beruf, bekannt als                                                         | Alter | Beleg |
| --- | ------------------------------- | -------------------------------------------------------------------------- | ----- | ----- |
|     | Ewald Jost von Baumbach         | Ober-Forst- und Landjägermeister von Hessen-Kassel, Landvogt               |       |       |
|     | Hercule de Charnacé             | französischer Diplomat während des Dreißigjährigen Krieges                 |       |       |
|     | Ferdinand Cron                  | Gewürz- und Edelsteinhändler in Indien                                     |       |       |
|     | Jean D’Espagnet                 | französischer Anwalt, Politiker und Alchemist                              |       |       |
|     | Johannes Gigas                  | deutscher Kartograph, Mediziner, Mathematiker und Physiker                 |       |       |
|     | Juspa Hahn                      | Rabbiner in Frankfurt a. M., Chronist des Fettmilch-Aufstandes             |       |       |
|     | Thomas Kerr                     | königlich schwedischer Generalmajor und Akteur im Dreißigjährigen Krieg    |       |       |
|     | Georg Wolfgang von Kesselstatt  | Domkapitular in Trier und Archidiakon in Dietkirchen                       |       |       |
|     | Khan Temir                      | tatarischer Heerführer und Khan der Jedisan, Budschak und Dobrudscha-Horde |       |       |
|     | Lucas Kilian                    | deutscher Zeichner und Kupferstecher                                       |       |       |
|     | Volckmar Leisring               | deutscher Kantor und Kirchenkomponist                                      |       |       |
|     | Agnes von Mansfeld-Eisleben     | Gräfin von Mansfeld und Ehefrau Gebhards I. von Waldburg                   |       |       |
|     | Arent Passer                    | niederländisch-estländischer Bildhauer und Steinmetz                       |       |       |
|     | Nicolas-Claude Fabri de Peiresc | französischer Gelehrter, Sammler, Antiquar und Mäzen                       |       |       |
|     | Ton Kham                        | König des laotischen Königreiches Lan Xang                                 |       |       |